# Recopa Sudamericana 2025
La Recopa Sudamericana 2025, ufficialmente denominata come Conmebol Recopa Sudamericana 2025, è stata la 33ª edizione della Recopa Sudamericana, la sfida annuale organizzata dalla CONMEBOL che vede affrontarsi le vincitrici di Copa Libertadores e Copa Sudamericana della stagione precedente. L'edizione 2025 della manifestazione ha visto come suoi protagonisti il Botafogo, vincitrice della Copa Libertadores 2024, e il Racing Club, vincitrice della Copa Sudamericana 2024.
La manifestazione si è giocata con gare di andata e ritorno il 20 e il 27 febbraio 2025. A conquistare la Recopa Sudamericana 2025 è stato il Racing Club, vincitore della coppa per la prima volta nella sua storia.

## Formato
Come da tradizione, la sfida si è disputata in due gare di andata e ritorno, con il vantaggio di disputare la seconda gara in casa per la squadra vincitrice della Copa Libertadores. La squadra che totalizzava più reti in entrambe le gare vinceva il trofeo. Se al termine dei tempi regolamentari della gara di ritorno il punteggio aggregato risultava in parità, il regolamento prevedeva la disputa di due tempi supplementari (per un totale di 30 minuti) e, in caso di permanenza ulteriore del pareggio, dei calci di rigore.

## Partecipanti
| Squadre     | Qualificazione                         | Partecipazioni precedenti (il grassetto indica la vittoria) |
| ----------- | -------------------------------------- | ----------------------------------------------------------- |
| Botafogo    | Vincitore della Copa Libertadores 2024 | 1 (1994)                                                    |
| Racing Club | Vincitore della Copa Sudamericana 2024 | 1 (1989)                                                    |

## Risultati

### Andata
| Arbitro: | González |

| |              | |
| Vietto 31’ (rig.) Martínez 63’ | Marcatori    | |
| · Arias 21 · Quirós 35 · Colombo 23 · 16’ Di Cesare 3 · Rojas 27 · 41’ Zuculini 36 · 82’ Nardoni 5 · 81’ Martirena 15 · 59’ Salas 7 · Martínez 9 · 36’ Vietto 10 | Formazioni   | · 12 John · 2 Vitinho · 5 Danilo Barbosa 45+3’ · 20 Barboza 29’ · 13 Alex Telles · 28 Newton 70’ · 25 Allan 59’ · 17 Marlon Freitas · 10 Savarino 55’ · 99 Igor Jesus · 11 Matheus Martins 76’ |
| · 36’ Zaracho 11 · 19’ Rodríguez 19 | Sostituzioni | · 9 Rwan Cruz 59’ 72’ · 66 Cuiabano 76’ 87’ · 18 Kauê 55’ |
| Costas | Allenatori   | Caçapa |

### Ritorno
| Arbitro: | Valenzuela |

| |              | |
| | Marcatori    | 50’ Zaracho 69’ Zuculini |
| · John 12 · Alex Telles 13 · Barbosa 20 · Jair 32 · 80’ Vitinho 2 · Marlon Freitas 17 · 55’ Gregore 26 · 70’ Matheus Martins 11 · 80’ Savarino 10 · 55’ Artur 7 · Igor Jesus 99 | Formazioni   | · 21 Arias · 3 Di Cesare 57’ · 23 Nazareno Colombo · 35 Quirós · 15 Martirena 85’ · 5 Juan Ignacio Nardoni · 36 Zuculini 78’ · 27 Rojas · 10 Vietto 46’ · 9 Martínez 86’ · 7 Salas |
| · 55’ Rwan Cruz 9 · 55’ Jeffinho 47 · 70’ Kayke 19 · 80’ Ponte 4 · 80’ Newton 28                                                                                                | Sostituzioni | · 11 Zaracho 46’ · 20 Conti 57’ · 32 Almendra 32’ · 34 Mura 85’ · 28 Solari 86’ |
| Caçapa | Allenatori   | Costas |

Con il risultato aggregato di 4-0 in suo favore, il Racing Club ha battuto il Botafogo vincendo in tal modo la Recopa Sudamericana.